# 布列塔尼民族主義

布列塔尼旗幟

布列塔尼民族主義（英語：Breton nationalism）是法國行省布列塔尼境內的民族主義。布列塔尼與康瓦爾、愛爾蘭、曼島、蘇格蘭及威爾斯等國家或地區並列六個凱爾特地區。與其他周邊的民族主義相似，布列塔尼民族主義摻雜了政治與文化的觀點。